# Craterostigma longicarpum
Craterostigma longicarpum är en tvåhjärtbladig växtart som beskrevs av F.N. Hepper. Craterostigma longicarpum ingår i släktet Craterostigma och familjen Linderniaceae. Inga underarter finns listade i Catalogue of Life.